# Коррея, Бети
Бе́ти Корре́я (порт.-браз. Bethe Correia) (род. 22 июня 1983 года, Кампи́на-Гра́нди) — бразильский боец смешанных единоборств ММА, выступает в женском легчайшем весе. Профессиональный боец с 2012 года, бывший боец Ultimate Fighting Championship.

## Юность
Бети Коррея родилась в городе Кампина-Гранди, штат Параиба на востоке Бразилии. Окончила колледж по специальности «Бухгалтерский учёт», но постепенно поняла, что «слишком гиперактивна для офисной работы». Практикуя вид китайского единоборства ушу-саньда, она пришла к выводу, что борьба даёт ей то, чего «не хватало» ей в жизни.

## Карьера в смешанных единоборствах

### Ранняя карьера
В начале своей карьеры она изучала техники джиу-джитсу, ушу-саньда и занималась любительской борьбой, но со временем стала отдавать предпочтение боксу. Она дебютировала в профессиональном ММА на своей родине в Бразилии в мае 2012 года, победив Даниэлу Марию да Силву единогласным решением судей в первом бою. Тренируясь с братьями «Питбуль» - Патрисиу Фрейри и Патрики Фрейри, она выиграла свои первые шесть боев в течение 13 месяцев.

### Ultimate Fighting Championship
В октябре 2013 года Коррея подписала контракт на несколько боев с Ultimate Fighting Championship. Она дебютировала в UFC в декабре, встретившись с опытным бойцом ММА Джули Кедзи на турнире UFC Fight Night: Хант vs. Бигфут. На тот момент она участвовала в шести профессиональных поединках, а Кедзи — в 28. Не смотря на это, Коррея выиграла бой раздельным решением судей.
26 апреля 2014 года состоялся бой с Джессамин Дюк на турнире UFC Fight Night: Джонс vs. Тейшейра. Коррея выиграла бой единогласным решением судей (30-27, 29-28, 30-27).
30 августа 2014 года состоялся бой с Шейной Бэйзлер на UFC 177. Коррея выиграла бой техническим нокаутом в середине 2-го раунда.
После третьей победы подряд Бети бросили вызов бывшие чемпионки Strikeforce в легчайшем весе Сара Кауфман и Миша Тейт. «Многие девушки из списка UFC хотят сразиться со мной», — отметила она. Сначала она выразила интерес к бою с Кауфман, но позже заявила, что сосредоточена на том, чтобы встретиться с тогдашней действующей чемпионкой UFC в легчайшем весе Рондой Раузи. 1 августа 2015 года их бой состоялся на возглавив турнир UFC 190. До поединка Коррея самонадеянно заявляла, что планирует нанести сильнейший урон сопернице за всю её карьеру. В итоге Ронда выиграла бой после нокаута на 34-й секунде первого раунда.
После UFC 190 Коррея заинтересовалась поединками с Мишей Тейт и Джессикой Ай, но заявила, что обе спортсменки отказались. Джессика опровергла это заявление и предложила сразиться весной 2016 года.
В апреле 2016 года Коррея встретилась с Ракель Пеннингтон на турнире UFC on Fox: Тейшейра vs. Эванс, в итоге проиграв раздельным решением судей.
10 сентября 2016 года Коррея встретилась с Джессикой Ай на турнире UFC 203. Бой закончился раздельным решением, но на этот раз в пользу Бети.
11 марта 2017 года состоялся бой с Марион Рено на турнире UFC Fight Night: Белфорт vs. Гастелум. Бой закончился ничьей решением большинства судей. После боя Рено не согласилась с результатом.
17 июня 2017 года в Сингапуре состоялся бой с Холли Холм на турнире UFC Fight Night: Холм vs. Коррея. Коррея проиграла бой нокаутом после удара ногой в голову в третьем раунде. Из-за травм, полученных в результате нокаута, её отстранили от соревнований на 6 месяцев.
4 августа 2018 года на UFC 227 Коррея должна была встретиться с Ирене Альданой. Её отстранили от этого боя из-за проблем со зрением.
Поединок с Альданой был перенесен и состоялся 11 мая 2019 года на турнире UFC 237. На предварительном взвешивании перед боем вес Бети был 141 фунт (63,96 кг) — на 5 фунтов (2,27 кг) больше допустимого лимита легчайшего веса, равного 136 фунтов (около 61,69 кг). Она была оштрафована на 30% своего гонорара и бой продолжился в промежуточном весе. Коррея проиграла бой болевым приёмом в третьем раунде.
Коррея встретилась на ринге с Сиджарой Юбэнкс на турнире UFC Fight Night: Родригес vs. Стивенс. Она выиграла бой единогласным решением судей.
Следующий бой с Панни Киансад был запланирован на 9 мая 2020 на турнире UFC 250. Коррея не смогла в нём участвовать из-за проблем с получением визы США. 9 апреля президент UFC Дэйна Уайт объявил, что этот поединок переносится на более поздний срок. В конечном итоге, бой состоялся 26 июля 2020 года на турнире UFC on ESPN: Уиттакер vs. Тилл. Коррея проиграла бой единогласным решением судей.
Следующий бой, последний в её карьере, с китаянкой У Янань был запланирован на 5 декабря 2020 года на UFC on ESPN 19, но из-за проблем с визой он был перенесен на UFC Fight Night 184 16 января 2021 года. Но в начале января 2021 года она была вынуждена отказаться от боя из-за проведенной операцию по удалению аппендикса. Её заменила дебютантка Хоселин Эдвардс.
2 октября 2021 года Коррея встретилась с соотечественницей Карол Росой на турнире UFC Fight Night: Сантус vs. Уокер. Коррея проиграла этот бой единогласным решением судей.

## Стиль ведения боя
Коррея — агрессивная нападающая, в основном использует приемы бокса и грэпплинга. Известна своими комбинациями ударов, встречными ударами, вращающимися кулаками и агрессивными ударами правой рукой. В бое против Джессамин Дюк она нанесла 100 ударов к 55 ударам соперницы.

## Статистика
| Боёв 18  | Побед 11 | Поражений 6 |
| -------- | -------- | ----------- |
| Нокаутом | 2        | 2           |
| Сдачей   | 0        | 1           |
| Решением | 9        | 3           |
| Ничьи    | 1        | 1           |

| Результат | Рекорд | Соперник                  | Способ                             | Турнир                                | Дата             | Раунд | Время | Место                                     | Примечание                                     |
| --------- | ------ | ------------------------- | ---------------------------------- | ------------------------------------- | ---------------- | ----- | ----- | ----------------------------------------- | ---------------------------------------------- |
| Поражение | 11-6-1 | Карол Роса                | Единогласное решение               | UFC Fight Night: Сантус vs. Уокер     | 2 октября 2021   | 3     | 5:00  | Лас-Вегас, Невада, США                    |                                                |
| Поражение | 11-5-1 | Панни Киансад             | Единогласное решение               | UFC on ESPN: Уиттакер vs. Тилл        | 26 июля 2020     | 3     | 5:00  | Абу-Даби, Абу-Даби, ОАЭ                   |                                                |
| Победа    | 11-4-1 | Сиджара Юбэнкс            | Единогласное решение               | UFC Fight Night: Родригес vs. Стивенс | 21 сентября 2019 | 3     | 5:00  | Мехико, Мексика                           |                                                |
| Поражение | 10-4-1 | Ирене Альдана             | Сдача, болевой приём (рычаг локтя) | UFC 237                               | 11 мая 2019      | 3     | 3:24  | Рио-де-Жанейро, Рио-де-Жанейро, Бразилия  |                                                |
| Поражение | 10-3-1 | Холли Холм                | KO (удар в голову)                 | UFC Fight Night: Холм vs. Коррея      | 17 июня 2017     | 3     | 1:09  | Калланг, Сингапур                         |                                                |
| Ничья     | 10-2-1 | Марион Рено               | Решение большинства                | UFC Fight Night: Белфорт vs. Гастелум | 11 марта 2017    | 3     | 5:00  | Форталеза, Сеара, Бразилия                |                                                |
| Победа    | 10-2   | Джессика Ай               | Раздельное решение                 | UFC 203                               | 10 сентября 2016 | 3     | 5:00  | Кливленд, Огайо, США                      |                                                |
| Поражение | 9-2    | Ракель Пеннингтон         | Раздельное решение                 | UFC on Fox: Тейшейра vs. Эванс        | 16 апреля 2016   | 3     | 5:00  | Тампа, Флорида, США                       |                                                |
| Поражение | 9-1    | Ронда Раузи               | КО (удар)                          | UFC 190                               | 1 августа 2015   | 1     | 0:34  | Рио-де-Жанейро, Рио-де-Жанейро, Бразилия  | За титул чемпиона UFC в женском легчайшем весе |
| Победа    | 9-0    | Шейна Бэйзлер             | TKO (удары)                        | UFC 177                               | 30 августа 2014  | 2     | 1:56  | Сакраменто, Калифорния, США               |                                                |
| Победа    | 8-0    | Джессамин Дюк             | Единогласное решение               | UFC 172                               | 26 апреля 2014   | 3     | 5:00  | Балтимор, Мэриленд, США                   |                                                |
| Победа    | 7-0    | Джули Кедзи               | Раздельное решение                 | UFC Fight Night: Хант vs. Бигфут      | 7 декабря 2013   | 3     | 5:00  | Брисбен, Квинсленд, Австралия             |                                                |
| Победа    | 6-0    | Эрика Паэс                | Единогласное решение               | Jungle Fight 54                       | 29 июня 2013     | 3     | 5:00  | Барра-ду-Пираи, Рио-де-Жанейро, Бразилия  |                                                |
| Победа    | 5-0    | Жулиети ди Соуза          | TKO (удары)                        | W-Combat 17                           | 1 июня 2013      | 2     |       | Макапа, Амапа, Бразилия                   |                                                |
| Победа    | 4-0    | Анни Каролини             | Единогласное решение               | Bokum Fight Championship              | 12 апреля 2013   | 3     | 5:00  | Аракажу, Сержипи, Бразилия                |                                                |
| Победа    | 3-0    | Элаини Албукерке          | Единогласное решение               | Heat FC 4 — The Return                | 18 октября 2012  | 3     | 5:00  | Натал, Риу-Гранди-ду-Норти, Бразилия      |                                                |
| Победа    | 2-0    | Даниели дус Сантус Матиас | Единогласное решение               | Fort MMA 2                            | 27 июля 2012     | 3     | 5:00  | Мосоро, Риу-Гранди-ду-Норти, Бразилия     |                                                |
| Победа    | 1-0    | Даниэла да Сильва         | Единогласное решение               | First Fight: Revelations              | 31 мая 2012      | 3     | 5:00  | Парнамирин, Риу-Гранди-ду-Норти, Бразилия |                                                |